# 毛叶奶桑
毛叶奶桑（学名：Morus macroura var. mawu）为桑科桑属下的一个变种。

## 扩展阅读
- 維基物種上的相關：毛叶奶桑